# Иши но Хана
Иши но Хана (јап. 石の花, Ishi no Hana; прев. „Камени цвет“) је манга о Југославији за време Другог светског рата, коју је написао и илустровао Хисаши Сакагучи. Серијализовала се од 1983. до 1986. године у манга ревији Комик Том, издавачке куће Ушио.

## Синопсис
Прича прати младића званог Крило, који је почетком 1941. године још увек имао спокојан живот у Краљевини Југославији. Крило је, додуше, поводљив, слушајући политичке идеологије свог старијег брата Ивана. Кроз његово родно село шире се гласине о потенцијалном нацистичком нападу, али нико не верује да су оне истините. Дана 25. марта, југословенска влада приступа Тројном пакту, у нади да ће избећи конфликт. Међутим, та одлука доводи то протеста и државног удара. Пакт пропада, и у априлу нацисти нападају Краљевину Југославију, чиме доводе рат на простор Југославије.
Крилово село није поштеђено. Мештани су махом поубијани, док је неколицина одведена у заробљеништво. Крило успева да побегне, одлазећи у Загреб да нађе свог брата, али његова другарица Фи остаје заробљена...

## Издаваштво
Мангу Иши но Хана, написао је и илустровао Хисаши Сакагучи. Оригинално се серијализовала од 1983. до 1986. године у манга ревији Комик Том, издавачке куће Ушио. Поглавља су сакупљена у шест танкобона.
Издавачка кућа Шинчоша је 1988. године препаковала поглавља у пет томова, са одређеним изменама и додацима. Компанија Коданша је репринтовала ову едицију, прво у оригиналном формату 1996. године, па у измењеном формату од четири тома 2003. године.
Године 2008., издавачка кућа Кобунша препаковала је поглавља у три тома.
Издавачка кућа Кадокава је у периоду од јануара до фебруара 2022. године репринтовала издање од пет томова, уз додатак Хисашијеве адаптације филма „Крвава бајка,“ која до тада никада није била званично укоричена.

## Пријем
Француско издање манге је 2023. године на Интернационалном стрипском фестивалу у Ангулему освојила награду у категорији за „Наследство”.